# William Wilcox Robertson
Pour les articles homonymes, voir William Robertson, Wilcox et Robertson.
William Wilcox Robertson, né vers 1825 à Crichie, un petit village près d'Aberdeen en Écosse et mort le 3 octobre 1899 à Montréal, est un avocat canadien ayant pratiqué le droit à Montréal.

## Biographie
William Wilcox Robertson est le fils de James Robertson, pasteur de la Sherbrooke Congressional Church, et le frère de Joseph Gibb Robertson, ancien maire de Sherbrooke pendant 18 ans et député conservateur de Sherbrooke ayant servi à titre de Trésorier du Québec pour le Gouvernement Chauveau. William Wilcox Robertson est admis au Barreau en 1852 et fait la pratique de sa profession à Montréal. Il est le fondateur et dirigeant de la firme d'avocat Robertson, Fleet & Falconer, une firme qui a à de nombreuses reprises défendu des causes devant la Cour suprême du Canada,,. De 1881 à 1883, il est le bâtonnier du Barreau de Montréal. Subséquemment, William Wilcox Robertson est élu bâtonnier du Québec pour le bâtonnat de 1881-1882. En 1883, il est fait conseiller de la reine par le gouverneur général du Canada, John Campbell.

## Hommages et distinctions

### Titre honorifique
- Conseiller de la reine[2]

### Titre de civilité
- Monsieur le bâtonnier[7]

#### Droit
- Avocat, Juriste
- Droit au Québec, Droit civil
- Histoire du droit au Québec, XIXe siècle en droit au Québec, XXe siècle en droit au Québec
- Système judiciaire du Québec, Loi du Québec
- Barreau du Québec, Bâtonnier du Québec
- Barreau de Montréal, Districts judiciaires du Québec
- Code civil du Bas-Canada, Code criminel du Canada